# Očura (Novi Golubovec)
Očura is een plaats in de gemeente Novi Golubovec in de Kroatische provincie Krapina-Zagorje. De plaats telt 82 inwoners (2001).